# Niklas Bäckström
Niklas Oskar Bäckström (* 13. Februar 1978 in Helsinki) ist ein ehemaliger finnischer Eishockeytorwart und derzeitiger -trainer. Er begann seine Karriere in seiner Heimat und feierte in den Jahren 2004 und 2005 mit Kärpät Oulu die finnische Meisterschaft. Anschließend wechselte er in die National Hockey League, wo er über 400 Partien für die Minnesota Wild bestritt und kurzzeitig für die Calgary Flames zum Einsatz kam. Im Trikot der Wild, bei denen er bis heute zahlreicher Franchise-Rekorde hält, führte er die NHL im Jahre 2007 in den Kategorien Gegentorschnitt und Fangquote an und wurde daher mit der William M. Jennings Trophy und dem Roger Crozier Saving Grace Award ausgezeichnet. Mit der finnischen Nationalmannschaft gewann er unter anderem die Silbermedaille bei den Olympischen Winterspielen 2010. Seit 2019 ist Bäckström im Trainerstab der Columbus Blue Jackets tätig.

## Karriere
Seine Profikarriere begann er 1996 in Finnland bei Helsingfors IFK. 2000 wechselte er innerhalb der finnischen Liga zu SaiPa Lappeenranta. Die Saison 2001/02 ging er nach Schweden, um dort in der Elitserien ein Jahr für AIK Solna zu spielen. Danach kehrte er zurück und spielte vier Jahre für Oulun Kärpät und konnte dort 2004 und 2005 die finnische Meisterschaft feiern.
Bei den Olympischen Winterspielen 2006 in Turin gewann er mit der finnischen Nationalmannschaft die Silbermedaille. Bei der Weltmeisterschaft 2006 wurde er als dritter Torhüter nominiert und übernahm nach dem Ausfall von Antero Niittymäki die Rolle des Back-up für Fredrik Norrena.

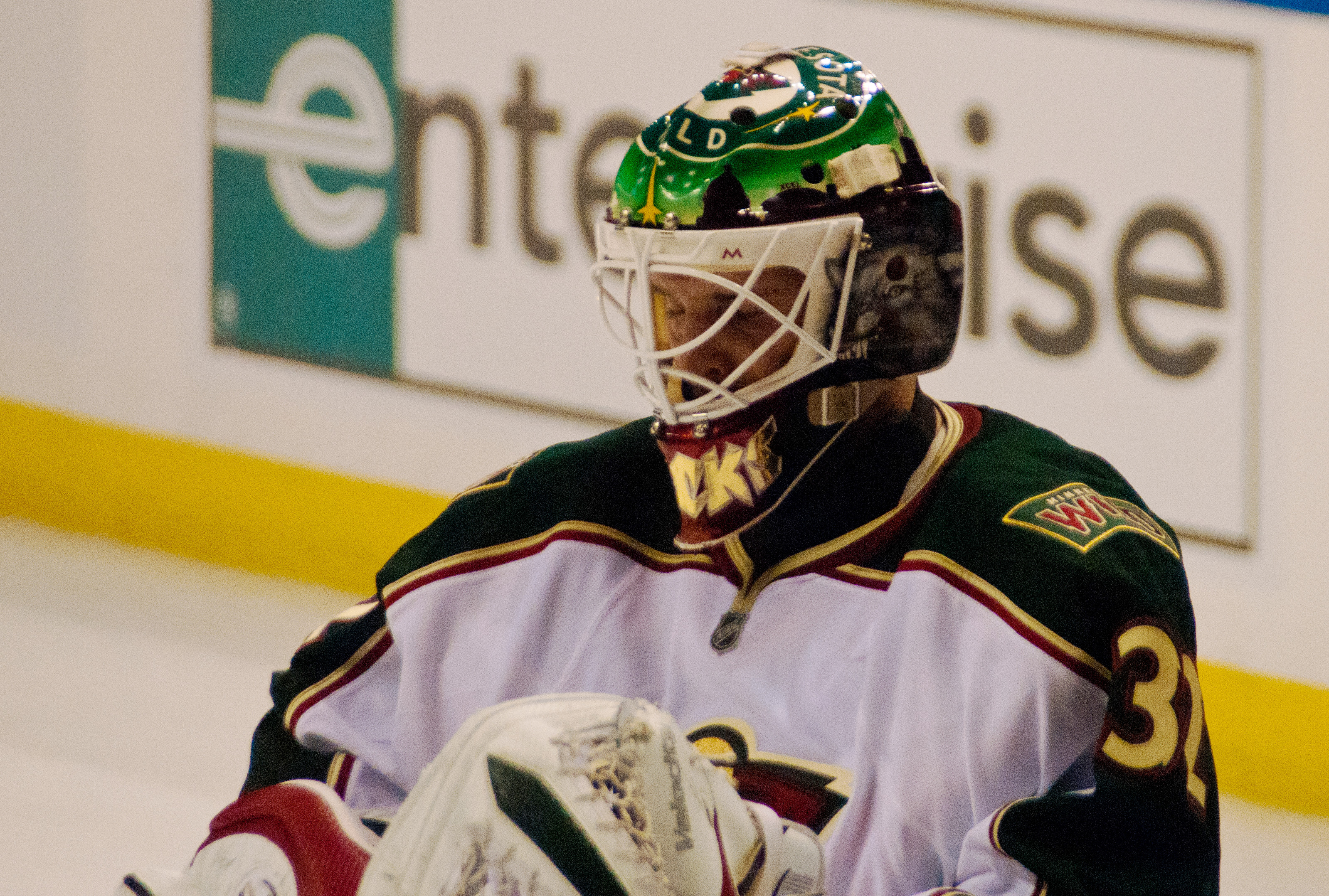
Bäckström im Trikot der Minnesota Wild (2011)

Im Juni 2006 unterzeichnete Bäckström als Free Agent einen einjährigen, auf 750.000 US-Dollar dotierten Einstiegsvertrag bei den Minnesota Wild in der National Hockey League. Dort sollte er als Konkurrenz für Josh Harding fungieren, der eigentlich als Ersatz von Manny Fernandez gesetzt war. Noch vor dem Beginn der Saison verletzte sich Harding und Bäckström übernahm die Rolle zweiten Torhüters. Nach seiner Genesung wurde Harding in das Farmteam der Minnesota Wild versetzt. Am 7. Oktober 2006 gab Bäckström sein NHL-Debüt gegen die Nashville Predators. Da Manny Fernandez nach 20 Minuten schon drei Gegentreffer kassiert hatte, stand Bäckström zum Anfang des zweiten Drittels auf dem Eis. Bäckström musste noch zwei Gegentreffer bei 19 Schüssen in den restlichen 40 Minuten hinnehmen, das Spiel konnte Minnesota aber mit 6:5 gewinnen. Das erste Spiel, bei dem er von Anfang an als Schlussmann eingesetzt wurde, verlor Minnesota 2:3. Bäckström konnte aber 35 gehaltene Schüsse vorweisen.
Als Fernandez längere Zeit aufgrund einer Knieverletzung ausfiel, übernahm Bäckström den Posten als Nummer eins und zeigte hervorragende Leistungen. Er wurde abwechselnd von Harding oder Fernandez, dessen Genesung sich sehr verzögerte, als Back-ups unterstützt. In der regulären Saison lief er bei 41 Spielen auf, erreichte einen Gegentorschnitt von 1,97, eine Fangquote von 92,1 % und fünf Shutouts, was ihn an die Spitze der Liga brachte.
Im Sommer 2007 – noch vor dem Ende seiner vertraglichen Bindung an die Minnesota Wild, wodurch Bäckström zum Free Agent geworden wäre – unterschrieb er einen Vertrag über zwei weitere Jahre bei den Wild.
Nachdem Bäckström in der Saison 2015/16 bis Februar kein Pflichtspiel absolviert hatte, wurde er gemeinsam mit einem Sechstrunden-Wahlrecht für den NHL Entry Draft 2016 an die Calgary Flames abgegeben und verließ somit die Organisation der Minnesota Wild nach knapp zehn Jahren. Im Gegenzug wechselte David Jones nach Minnesota. Am 20. März 2016 absolvierte Bäckström beim 4:1-Erfolg der Flames über die Canadiens de Montréal sein erstes NHL-Spiel seit Januar 2015. Bis zum Ende der Saison kam er auf vier Einsätze, ehe er Nordamerika nach zehn Jahren verließ, in seine finnische Heimat zurückkehrte und im Juni 2016 einen Einjahresvertrag bei seinem Jugendverein Helsingfors IFK unterzeichnete. Dort war er in der Folge ein weiteres Jahr aktiv, bevor er sich zur Saison 2018/19 Tappara Tampere anschloss. Anschließend beendete er seine aktive Karriere und wechselte zur Spielzeit 2019/20 als Torwarttrainer zu den Columbus Blue Jackets, sodass er in die NHL zurückkehrte.

## Erfolge und Auszeichnungen
| - 1999 Finnischer Vizemeister mit Helsingfors IFK - 2003 Finnischer Vizemeister mit Kärpät Oulu - 2004 Finnischer Meister mit Kärpät Oulu - 2004 Jari-Kurri-Trophäe - 2004 Urpo-Ylönen-Trophäe - 2005 Finnischer Meister mit Kärpät Oulu | - 2005 Jari-Kurri-Trophäe - 2005 Urpo-Ylönen-Trophäe - 2007 William M. Jennings Trophy (gemeinsam mit Manny Fernandez) - 2007 Roger Crozier Saving Grace Award - 2009 Teilnahme am NHL All-Star Game |

### International

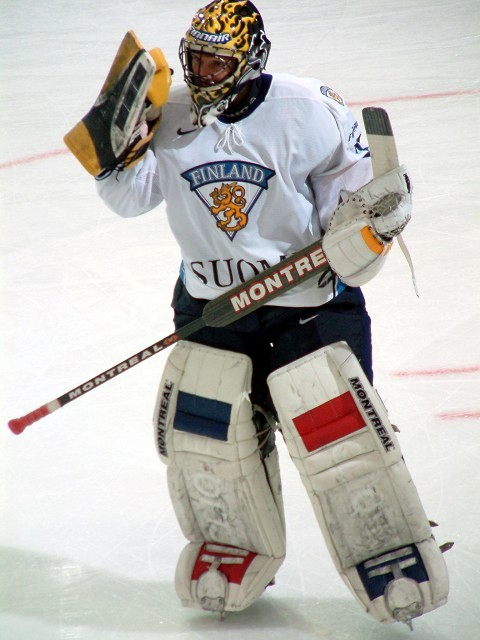
Bäckström im Trikot der finnischen Nationalmannschaft

| - 1998 Goldmedaille bei der Junioren-Weltmeisterschaft - 2006 Silbermedaille bei den Olympischen Winterspielen - 2006 Bronzemedaille bei der Weltmeisterschaft | - 2008 Bronzemedaille bei der Weltmeisterschaft - 2010 Bronzemedaille bei den Olympischen Winterspielen - 2016 Silbermedaille bei der Weltmeisterschaft |

## Karrierestatistik

### International
Vertrat Finnland bei:
| - Junioren-Weltmeisterschaft 1998 - Weltmeisterschaft 2005 - Olympischen Winterspielen 2006 - Weltmeisterschaft 2006 | - Weltmeisterschaft 2008 - Olympischen Winterspielen 2010 - Weltmeisterschaft 2016 |

(Legende zur Torhüterstatistik: GP oder Sp = Spiele insgesamt; W oder S = Siege; L oder N = Niederlagen; T oder U oder OT = Unentschieden oder Overtime- bzw. Shootout-Niederlage; Min. = Minuten; SOG oder SaT = Schüsse aufs Tor; GA oder GT = Gegentore; SO = Shutouts; GAA oder GTS = Gegentorschnitt; Sv% oder SVS% = Fangquote; EN = Empty Net Goal; 1 Play-downs/Relegation; Kursiv: Statistik nicht vollständig)